# Atlantic Richfield Company

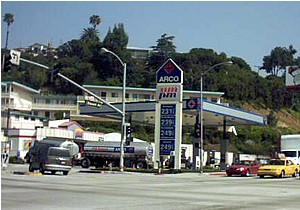
Une station d'essence d'ARCO à Los Angeles en Californie.

Pour les articles homonymes, voir Arco.
L'Atlantic Richfield Company (ARCO) est une compagnie pétrolière américaine ayant des activités aux États-Unis, en  Indonésie, en mer du Nord et en mer de Chine méridionale. Elle possède plus de 1 300 stations service dans l'ouest des États-Unis.